# 平政院
平政院是中华民国北京政府时期设在北京的行政诉讼审判机关，也是中国历史上首个现代行政诉讼审判机关。平政院的院址设在今北京市西城区丰盛胡同。

## 沿革
“平政院”一名始于1912年1月南京临时政府法制局局长宋教仁起草的《中华民国临时政府组织法草案》，其中第十四条规定：“人民得诉讼于法司，求其审判。其对于行政官署违法损害权利之行为，则诉讼于平政院。”1912年3月，南北议和成功后，革命党人制定《中华民国临时约法》以制约袁世凯。《中华民国临时约法》第十条规定：“人民对于官吏违法损害权利之行为，有陈诉于平政院之权。”第四十九条规定：“法院依法律审判民事诉讼及刑事诉讼，但关于行政诉讼及其他特别诉讼，别以法律定之。”1914年5月1日，在袁世凯的推动下，《中华民国约法》公布，其中第八条规定：“法院依法律独立审判民事诉讼及刑事诉讼。但关于行政诉讼及其他特别诉讼，各依其本法规定行之。”
1914年3月31日，大总统袁世凯以教令第三十九号颁布《平政院编制令》，平政院正式成立。《平政院编制令》第一条规定：“平政院直隶大总统，察理行政官吏之违法不正行为，但以法令属特别机关管辖者，不在此限。平政院审理纠弹事件，不妨及司法官署之行使职权。 ”根据该规定可知，平政院行使的行政裁判权的性质属于广义的行政权，平政院不具备完全独立地位（因隶属于大总统），严格说来并不属于行使司法权的行政诉讼机关。
平政院成立后，北京政府先后颁布了《行政诉讼条例》（1914年5月17日以教令第六十八号公布）、《诉愿条例》（1914年5月17日以教令第六十九号公布）、《平政院裁决执行条例》（1914年6月9日公布）、《行政诉讼法》（1914年7月20日以法律第三号公布）、《诉愿法》（1914年7月20日以法律第五号公布）、《纠弹法》等等。这些法律成为平政院裁决的依据。
1928年6月，随着北京政府倒台，平政院也随之闭院。

## 组织
平政院设院长一人，直隶于大总统，指挥全院事务。平政院内设三个审判庭，每庭置评事五名，其中一名兼任庭长。庭长由院长提名，呈大总统任命。评事须由国务院各部总长、大理院院长、平政院院长密荐，大总统选任。评事的基本任职条件有三：一为年满三十，二为荐任官以上，三为任行政职三年以上著有成绩或任司法职二年以上著有成绩。在评事之外，平政院还设有书记官，负责诉讼记录、文牍、会计、统计及其他庶务。书记官分为荐任书记官与委任书记官两种，荐任书记官由大总统统任命 ，委任书记官由院长任命。
除三个审判庭外，平政院还有平政院总会议，是非常设机构，负责讨论法令特别事项与院长指定事项。平政院总会议由院长召集，全体评事参加。总会议议决事项，须有评事全体三分之二以上人员出席、过半数同意，仅在支持与反对票数相同时，院长方能自行决定。
根据《平政院编制令》第六、七、十一、十三、十四、十五、十八条，平政院设肃政厅，肃政厅置肃政史，掌纠弹官吏之权。肃政厅既是平政院的组成部分，又直隶大总统，肃政史由大总统任命，其任命程序与任职资格均与平政院评事相同。肃政厅的职权具体为：纠弹国务总理、各部总长的违法行为及各级官吏的违法违宪、 营私舞弊、溺职殃民之行为；对于人民未陈述之事，得依法向平政院提起诉讼，并监视平政院裁决的执行。
肃政厅设肃政史16人；以一人为都肃政史，综理肃政厅事务。肃政厅内设四个科：记录科、文牍科、会计科、庶务科。肃政厅有“总会议”制度，“总会议”的组成形式及议事方式与平政院总会议类似。 1916年6月，大总统申令裁撤肃政厅，其业务归并平政院。

## 审判
曾在平政院任职的陈顾远说：“平政院设于北平丰盛胡同，内分三庭，是个清闲机关，每年所收的案子不到十件，各方对其地位都不重视。……平政院便有一个众人皆知的黑名‘贫证院’。”“新来的几位评事，学问很多，却都不懂法律。案子分派某位评事主办，均以‘我对法律生疏’，拒绝接收。”阮毅成对平政院的工作成绩评论道：“平政院与北京政府相始终，十余年间，殊少令人满意之成绩与表现。”
实际上，平政院还是作出了一定成绩。由于档案散失，平政院存在的十五年间，所审理案件的数量已难确切统计。据今人的不完全统计，平政院历年审理的案件数量如下：1915年18件，1916年18件，1917年11 件，1918年23件，1919年15件，1920年30件，1921年18件，1922年6件，1923年16件，1924年10件，1925年7件，1926年7件，1927年4件，1928年3件；共计186件，平均每年13件。以上186件案件中，数量最多的是产权争执，共45件。
平政院审理的案件中，从书吏直到县知事、道尹、省长、都督、部长、国务总理，均曾成为被告。平政院的成立，标志着行政诉讼及行政法学纳入中国法制；自此，民众获得了与各级官员形式上平等对簿公堂的机会。平政院的司法实践，对后世具有里程碑意义。

## 延伸阅读
- 《平政院裁決錄存（1914-1928）》（犁齋法制史料叢編之一），臺北：黃源盛發行，五南圖書出版公司總經銷，2007年